# Seattle's Best Coffee
Seattle's Best Coffee je zcela vlastněná filiálka společnosti Starbucks, která prodává speciální kávu a sídlí v Seattlu, v americkém státě Washington.
Společnost má pobočky ve dvaceti státech, provinciích a v D.C., pobočky které jsou rámcem jiných obchodů, mezi které patří J.C. Penney nebo Subway Restaurants, se nachází v dalších obchodních centrech nebo na kampusech.
Káva od Seattle's Best je obyčejně levnější než ta přímo od Starbucks a je prodávaná jako dostupnější pro ekonomicky slabší třídu obyvatel.

## Historie
Společnost začala svou činnost jako zmrzlinový a kávový obchod zvaný Wet Whisker na Whidbeyho ostrově, severně od Seattlu. Zakladatel Jim Stewart koupil svou první, šestikilogramovou pražící pec od prodejce burských ořechů na pláži v jižní Kalifornii. Poté zakoupil pro svůj obchod zelenou kávu od místních prodejců, kterou pak pražil a prodával. Na konci svého druhého léta obchod zpražil a prodal už téměř 226 kilogramů kávy.
Na konci roku 1970 byl obchod prodán místní rodině a Jim Stewart se svým bratrem Davem otevřeli další zmrzlinový obchod, tentokrát na přístavním molu 70 v seattleské čtvrti Central Waterfront, se jménem Stewart Brothers Wet Whisker. V roce 1982 obchod získal svůj první stroj na espreso a kromě čerstvě pražené kávy tak začal prodávat i nápoje na bázi espresa.
V roce 1983 bylo jméno obchodu změněno na Stewart Brothers Coffee a krátce poté začala expanze do nedalekého Bellevue a na historickou seattleskou tržnici Pike Place Market. V roce 1991 společnost vyhrála místní soutěž kávy a přejmenovala se na Seattle's Best Coffee, krátce poté ji však od bratrů Stewartů koupila skupina podnikatelů vlastnící společnost Torrefazione Italia. Sloučením byla vytvořena nová společnost s názvem Seattle Coffee Holdings, která byla roku 1997 přejmenována na Seattle Coffee Company.
V roce 1988 společnost koupila společnost AFC Enterprises a vrátila jí jméno Seattle's Best Coffee. Nové vedení se zasloužilo o zvětšení pražírny na Vashonově ostrově a zavedení nové linky organických káv. V červenci 2003 byla společnost prodána společnosti Starbucks, zatímco AFC Enterprises mohou dále používat značku v jedenácti zemích, na Havaji a na amerických vojenských základnách. V listopadu 2004 prodala AFC Enterprises práva na značku a také společnost Cinnabon nově založené divizi společnosti Roark Capital Group, Focus Brands.
V říjnu 2003 Starbucks zavřela pražírnu na Vashonově ostrově a přesunula provoz do vlastní pražírny v Kentu. Stará pražírna dále funguje jako ostrovní pražírna, která vlastní také původní pražící stroj a pro kterou pracuje pražmistr Peter Larsen.
V roce 2004 podepsala společnost smlouvu s knihkupectvími Borders o provozu kaváren v knihkupectvích. V roce 2006 se na značku Seattle's Best přejmenovalo už téměř 70 procent všech kaváren v knihkupectvích Borders. Starbucks zatím provozují stejné partnerství s konkurentem společnosti Borders, Barnes & Noble, dále také s obchody J.C. Penney a v Kanadě s knihkupectvími Chapters a Indigo Books and Music.
V roce 2008 se s řetězcem obchodů J.C. Penney dohodla také sama Seattle's Best Coffee a v roce 2011 dále probíhá expanze značky do supermarketů řetězce po celé zemi. Kiosky Seattle's Best Coffee se nachází také na jednadvaceti lodích společnosti Royal Caribbean International a to pod názvem Latte-Tudes nebo Cafe Promenade. Lodě flotily svým zákazníkům nabízí i další kávové výrobky zdarma, také od firmy Seattle's Best Coffee.
Na konci září 2006 koupila čtyři kavárny Seattle's Best Coffee v centru Vancouveru společnost Blenz Coffee, která je přejmenovala a o pár dní později znovu otevřela. V únoru 2010 ohlásil řetězec fast-foodů Burger King, že zařadí Seattle's Best Coffee do svého menu ve více než sedmi tisících poboček.
V květnu 2010 společnost Starbucks oznámila, že plánuje nové logo pro Seattle's Best Coffee a rozšířit řetězec ze tří na třicet tisíc poboček do konce roku. Změna loga z originálního a starobylého na jednoduché, generické vyvolalo mnoho kritiky, která přirovnala logo k logu značky očních kapek, logu krevní banky nebo čerpací stanice.

## Dostupnost

### Obchodní lokality
Následuje částečný seznam obchodů, které podávají Seattle's Best Coffee:
- Acme Market
- AMC Theatres
- Burger King
- Independent Grocers Alliance
- J.C. Penney
- Kenny Rogers Roasters
- Mac's Convenience Stores
- Publix
- Purdue University
- Steak 'n Shake
- Subway Restaurants
- Taco Bell
- Zippy's

### Delta Air Lines
V únoru 2011 se společnost dohodla s Delta Air Lines na nabídce produktů Seattle's Best Company na všech domácích i mezinárodních letech společnosti a na letech Delta Connection. Spolupráce začala v březnu 2011.